# Riva dei Sette Martiri

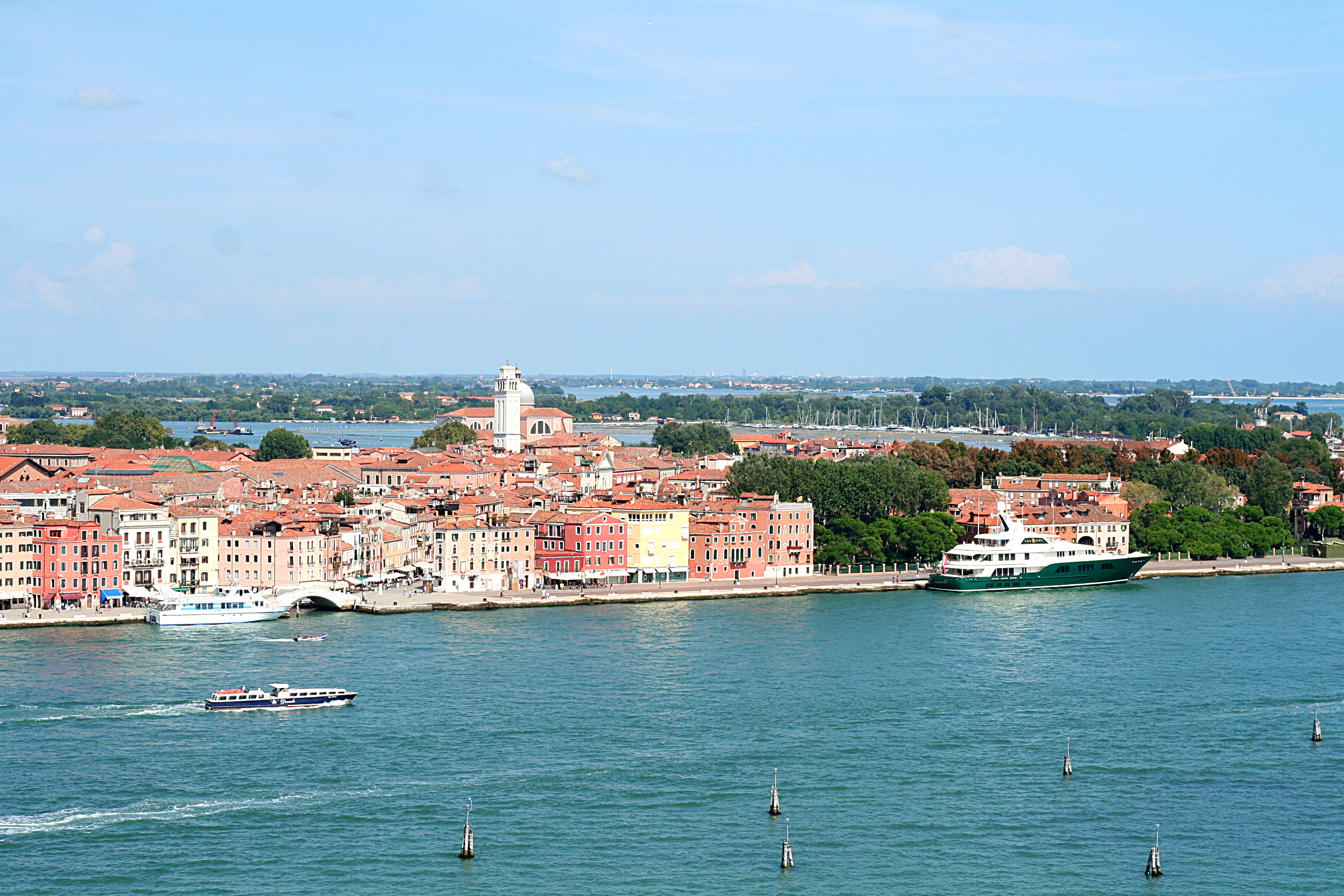
Riva dei Sette Martiri in Venetië

De Riva dei Sette Martiri is een kade in Venetië, hoofdplaats van de Noord-Italiaanse regio Veneto. De Riva dei Sette Martiri bevindt zich aan de zuidkant van de wijk Castello aan de Lagune van Venetië. De Riva loopt van de halte der overzetboot Arsenale in het westen tot de halte Giardini Biennale in het oosten. Dit is ruim 800 meter.

## Namen
- Riva dei Sette Martiri, of in het Nederlands Oever der Zeven Martelaren, naar zeven nazislachtoffers uit de Tweede Wereldoorlog genoemd.
- Riva dell’Impero, of Oever van het Rijk. Dit was de naam in de jaren 1930 tot 1945.

## Historiek

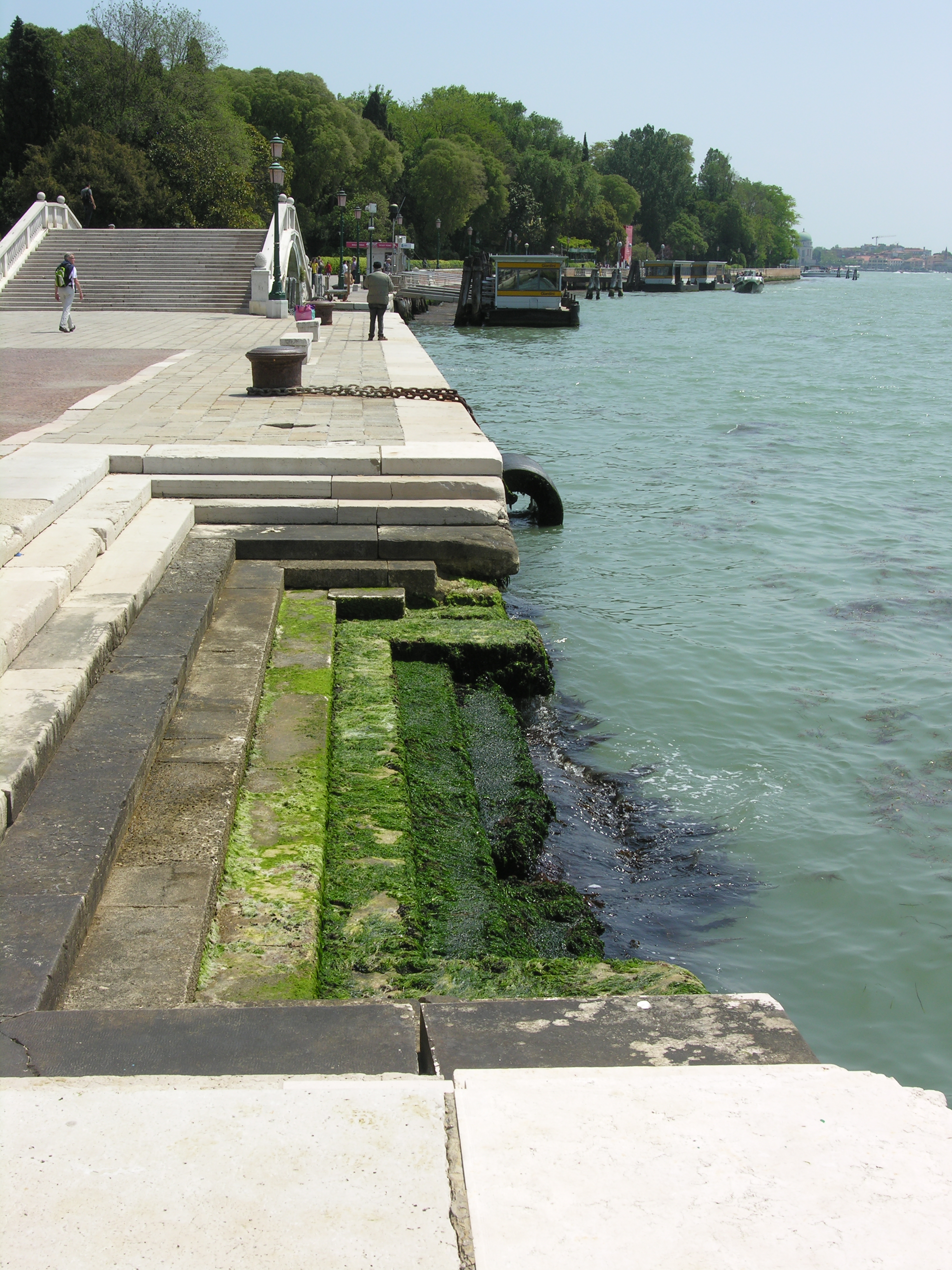

### Bouw
De Riva werd aangelegd van 1933 tot 1937 tijdens het fascistisch bewind in Italië. De naam Riva dell’Impero verwees naar de veroveringen van het koninkrijk Italië onder het bewind van Mussolini. Vlootschepen konden er aanmeren.

### Bloedbad
Tijdens de Tweede Wereldoorlog was de kade de plaats van een bloedbad (1944). Een Duits oorlogsschip was aangemeerd en in de nacht van 2 op 3 augustus 1944 vond er een feest met veel drank plaats. Toen een Duitse schildwacht op een kleiner patrouillebootje was verdwenen, werd er alarm geslagen op het oorlogsschip. Het Duitse commando schoof de schuld bij de inwoners van de wijk Castello, want die waren in hun ogen sympathisanten van de partizanen. Zeven politieke gevangenen haalden ze uit de gevangenis ter executie. Zij stonden ’s ochtends op 3 augustus 1944 op de Riva dell’ Impero. 
Het waren de volgende partizanen:
- Alirando Armellini (24) uit Vercelli
- Gino Conti (46), partizanenleider uit Cavarzere
- Bruno De Gasperi (20) uit Trente
- Alfredo Gelmi (20)
- en zijn broer Luciano Gelmi (19) uit Trente
- Girolamo Guasto (25) uit Agrigento
- Alfredo Vivian (36) uit Venetië, een arbeider en actief in het verzet in Piave. Hij stond al op de dodenlijst omwille van de moord op een Duitse matroos in Venetië, een moord op de Piazzale Roma, in 1943. Hij was de enige opgepakt door de Duitsers terwijl de zes anderen arrestanten waren van de Nationale Garde van Mussolini.

Diezelfde ochtend van 3 augustus 1944 haalden Duitse soldaten vijfhonderd inwoners uit hun huizen. Zij moesten eerst twee uur met de handen omhoog staan. Dan moesten zij rond de zeven ter dood veroordeelden staan op de Riva dell’Impero, bij wijze van gruwelijke les. Een kapelaan uit de gevangenis deelde hosties uit; enkel Alfredo Vivian weigerde de hostie zeggende dat hij ongelovig was. Het vuurpeloton bestond uit 24 soldaten. De lichamen werden in de lagune gegooid. De Duitsers verplichtten enkele kinderen om de bloedvlekken op de Riva schoon te vegen met bezem en water.
Enkele dagen later dreef het lichaam van de Duitse schildwacht boven. Hij bleek dronken in het water gesukkeld te zijn omdat hij geen verwondingen had. Het Duitse commando reageerde verder niet.
Na de oorlog werden drie vrouwen opgepakt die te maken hadden met de arrestatie van drie van de zeven mannen. Zij werden in 1947 veroordeeld tot acht jaar gevangenis. Een herdenkingsplaat aan de oever herinnert aan het bloedbad uit 1944.